# Przekora (gromada)
Przekora – dawna gromada, czyli najmniejsza jednostka podziału terytorialnego Polskiej Rzeczypospolitej Ludowej w latach 1954–1972.
Gromady, z gromadzkimi radami narodowymi (GRN) jako organami władzy najniższego stopnia na wsi, funkcjonowały od reformy reorganizującej administrację wiejską przeprowadzonej jesienią 1954 do momentu ich zniesienia z dniem 1 stycznia 1973, tym samym wypierając organizację gminną w latach 1954–1972.
Gromadę Przekora siedzibą GRN w Przekorze utworzono – jako jedną z 8759 gromad na obszarze Polski – w powiecie łęczyckim w woj. łódzkim, na mocy uchwały nr 32/54 WRN w Łodzi z dnia 4 października 1954. W skład jednostki weszły obszary dotychczasowych gromad Adamów, Panaszew, Tarnawa i Tumosin oraz kolonia Wydzierki z dotychczasowej gromady Zagórzyce ze zniesionej gminy Poddębice w tymże powiecie. Dla gromady ustalono 13 członków gromadzkiej rady narodowej.
1 stycznia 1956 gromada weszła w skład nowo utworzonego powiatu poddębickiego w tymże województwie.
Gromadę zniesiono 31 grudnia 1961, a jej obszar włączono do gromad: Tur (wieś Tarnowa), Dalików (wieś Przekora i wieś Franki), Kałów (wieś Adamów, wieś i osadę Ciężków, kolonię Szczyty A, B i W, wieś Antoninów, wieś Leokadiew, wieś Marynki oraz wieś, kolonię i parcelę Tomasin) i Praga (wieś Józefka, wieś, kolonię, parcelę i osadę leśną Łężki, kolonię Wydzierki oraz wieś i kolinię Panaszew).